# Subaru Forester
La Subaru Forester è un'autovettura di tipo SUV medio prodotto dalla casa automobilistica giapponese Subaru a partire dal 1997.

## Il contesto

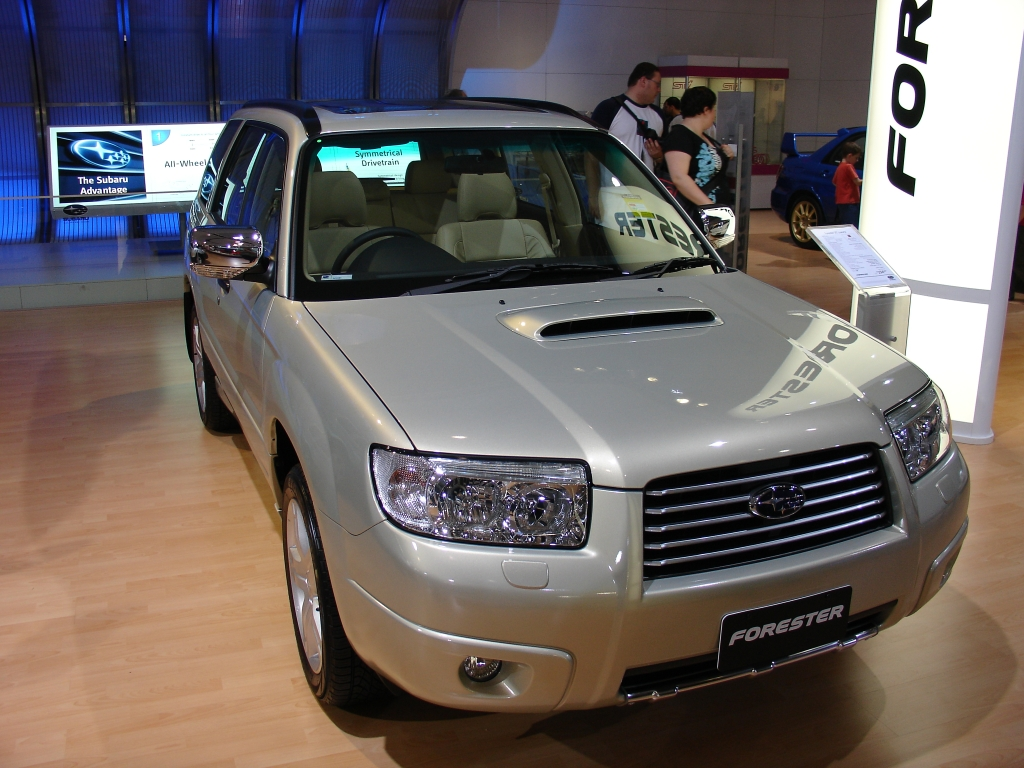
Forester seconda serie, restyling del 2005

Nel 1995, al salone dell'automobile di Tokyo, fu presentata come concept car "Streega", entrando successivamente in produzione due anni dopo. Attualmente, il veicolo è giunto alla sua quinta generazione, con l'ultimo modello introdotto nel marzo del 2018, designato come MY2018 (MY sta per "Model Year"). Questo nuovo modello è basato sulla piattaforma Subaru Global Platform.
Dotata di un propulsore boxer, caratteristica comune a quasi tutte le vetture Subaru, presenta un peso contenuto per le sue dimensioni, poco oltre i 1400 kg. Questo risultato è frutto dall'accurato lavoro dei tecnici, che hanno implementato diverse soluzioni innovative, tra cui l'adozione del motore boxer. Questo consente alla Forester di essere sia agile che sicura in una vasta gamma di situazioni, in particolare su superfici innevate. Ciò è reso possibile dal sistema Symmetrical AWD (All Wheel Drive) di Subaru, che garantisce un'ottimale simmetria tra motore, trasmissione e assali. Questo sistema conferisce a tutte le vetture Subaru un'eccelente tenuta di strada, manovrabilità e trazione, anche nelle condizioni più difficili.
Attualmente sono disponibili in commercio 4 versioni: la versione 2.0i a benzina con cambio automatico o manuale, la versione 2.0i Bi-Fuel con il motore in grado di funzionare sia a benzina che a GPL, la versione 2.0D a gasolio, che ospita il primo motore boxer diesel per automobili al mondo, e infine, la variante ibrida e-BOXER.

## Prima generazione ("SF", 1997-2002)
La Subaru Forester è stata presentata al motorshow di Tokyo del 1995 con il nome Streega. Nel 1997 ne è iniziata la vendita in Giappone, poi dal 1998 in tutto il resto del mondo. Era caratterizzata da una carrozzeria da Station Wagon, ma rialzata e con la trazione integrale, tipica di tutte le Subaru. In Giappone la Forester ha rimpiazzato la Subaru Impreza Gravel Express, conosciuta negli Stati Uniti con il nome di Subaru Outback Sport. All'epoca le principali concorrenti erano la Suzuki Grand Vitara, la Mitsubishi RVR e la Nissan Rasheen. Era disponibile in due versioni: la "L" e la "S". La versione "L" era equipaggiata con accessori standard, quella "S" era invece più lussuosa. In Australia era venduta con un frontale leggermente differente.

## Seconda generazione ("SG", 2002-2008)

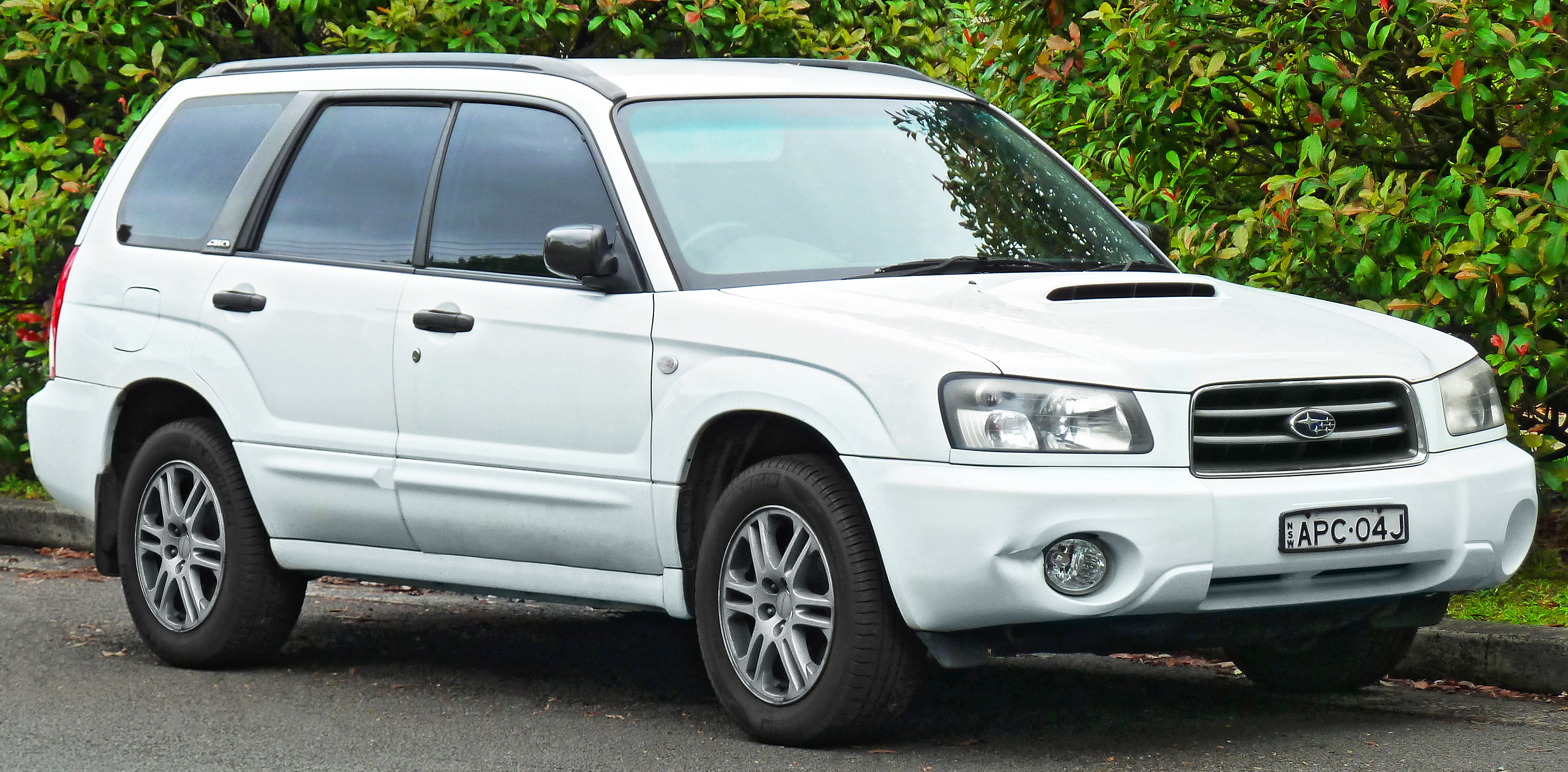
Subaru Forester II serie

La seconda serie è stata annunciata nel 2002 al Salone di Chicago, basata sulla nuova generazione della Impreza. L'estetica non fu modificata molto, ma la novità fu l'aggiunta di motori 2.5 turbocompressi e aspirati. I motori avevano una potenza da 137 a 224 CV. Nel 2006 è stata sottoposta ad un restyling.

### Versioni speciali
Della Subaru Forester seconda serie furono costruite varie versioni speciali:

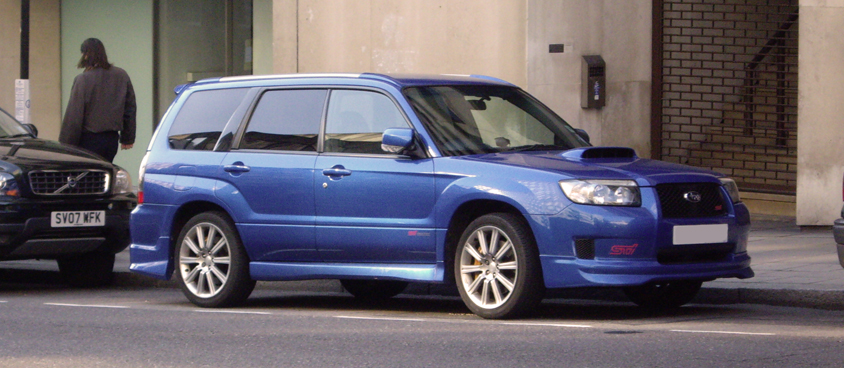
La Subaru Forester STI

#### Subaru Forester STI
La Subaru Forester STI fu prodotta dal 2004 al 2008 in Giappone. Aveva lo stesso motore della Subaru Impreza WRX STI, e sprigionava 320 CV.

#### Chevrolet Forester
La Chevrolet Forester era una ri-badged della Subaru Forester destinata al mercato indiano.

## Terza generazione ("SH", 2008-2011)

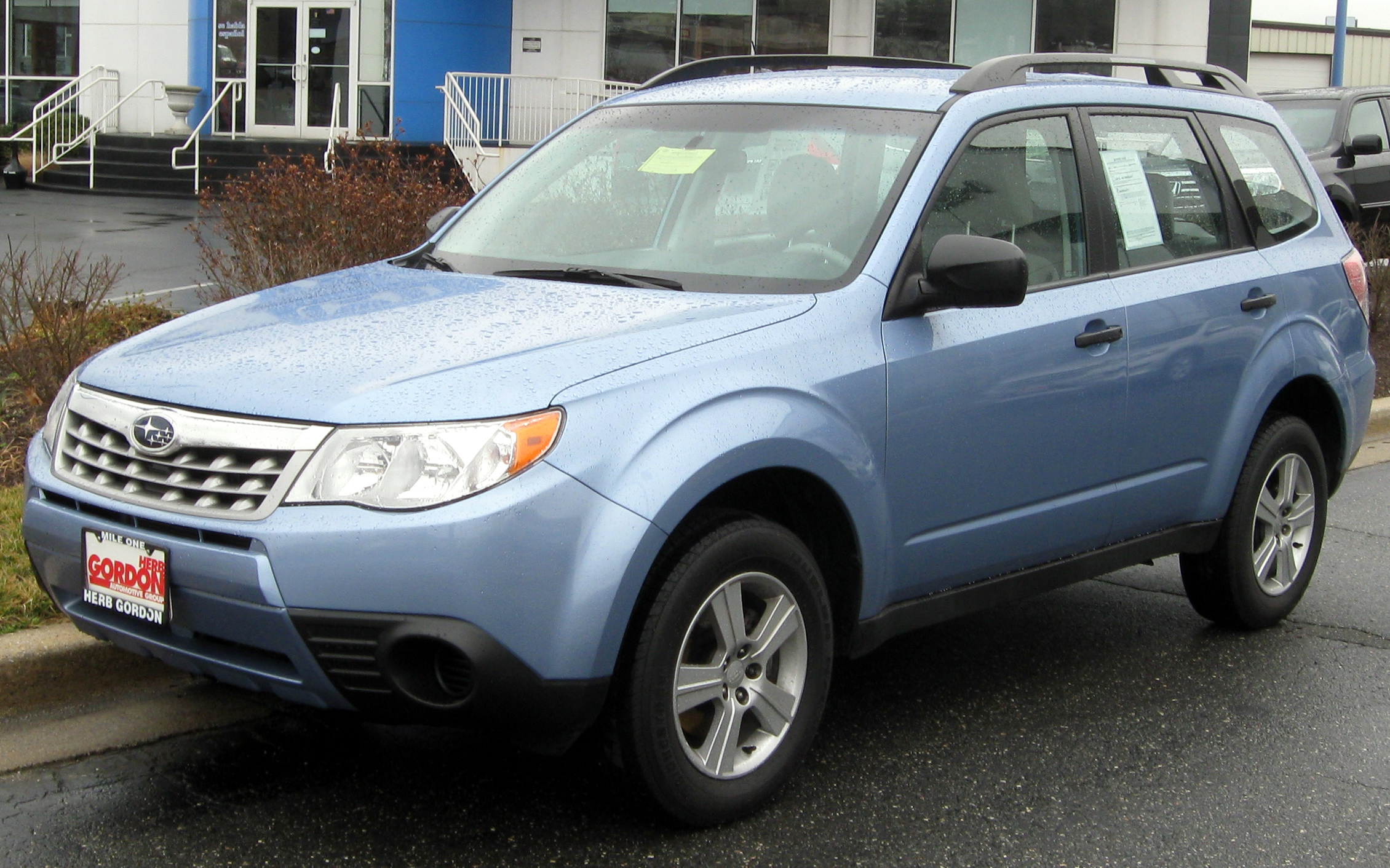
La Subaru Forester III serie dopo il restyling del 2011

La Subaru Forester terza serie fu presentata nel 2008 al "North American International auto show" di Detroit. Era basata sulla piattaforma della Subaru Impreza berlina americana. L'estetica fu stravolta ed il design si distaccò parecchio dal modello precedente, ed anche le dimensioni sono aumentate. Negli Stati Uniti era venduta con un design leggermente differente rispetto ad Europa ed Australia. Nel 2011 è stata sottoposta ad un restyling che ne ha modificato la mascherina anteriore.

## Quarta generazione ("SJ", 2012-2019)

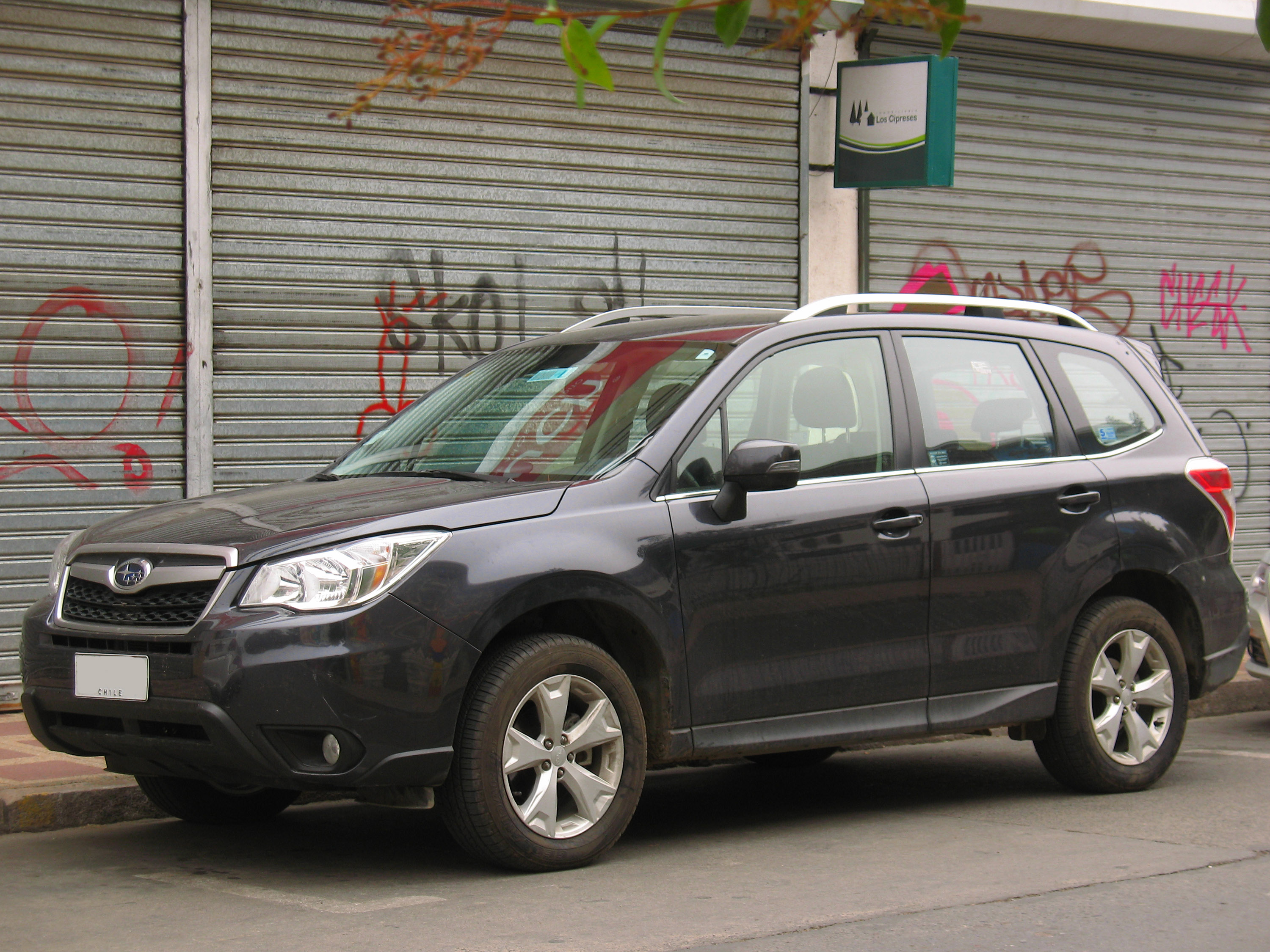
Subaru Forester IV serie

La Subaru Forester quarta serie è venduta dal 2012. Le modifiche apportate sono state:
- Trasmissione CVT
- Telaio rinforzato
- Aggiunto sistema di monitoraggio della trazione integrale per garantire la stabilità su molti tipi di fondi (X-Mode)[4]
- Dotazione del sistema EyeSight, presente anche su Subaru Legacy, Subaru Outback e Subaru Exiga.

La Subaru Forester si è ulteriormente ingrandita ed ora è lunga 4590 mm, larga 1796 ed alta 1732. Il peso è diventato di 1656 kg.

## Quinta generazione ("SK", 2018-)

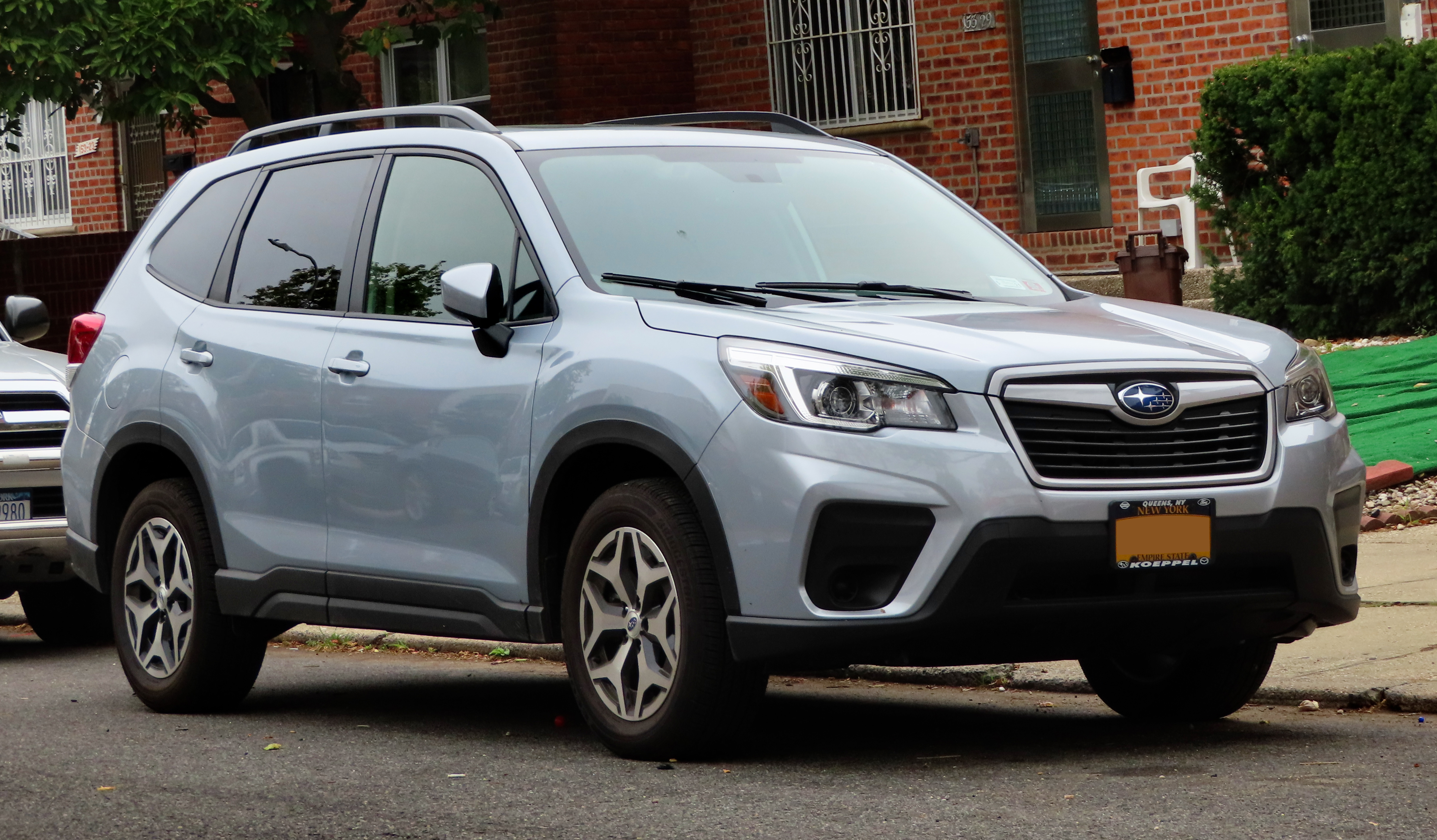
Subaru Forester V serie

La quinta serie della Forester è stata presentata il 28 marzo 2018 al New York International Auto Show. Come per le Subaru contemporanee, la nuova Forester viene realizzata sulla piattaforma Subaru Global Platform.
Tutte le Forester hanno di serie il sistema Symmetrical AWD (All Wheel Drive) di Subaru, che varia nel funzionamento a seconda dell'allestimento della vettura. A spingere la Forester c'è il motore a 4 cilindri boxer a iniezione diretta aspirato che produce 182 CV (136 kW) a 5800 giri/min e 239 Nm a 4400 giri/min. Il propulsore è abbinato a un'unica trasmissione a variazione continua, il Lineartronic CVT.
Nel 2019 il dispositivo Start/Stop è stato aggiunto di serie su tutti i modelli Forester. Questo permette di spegnere il motore quando si preme il pedale del freno. Il motore si riavvia quando si rilascia il pedale del freno.

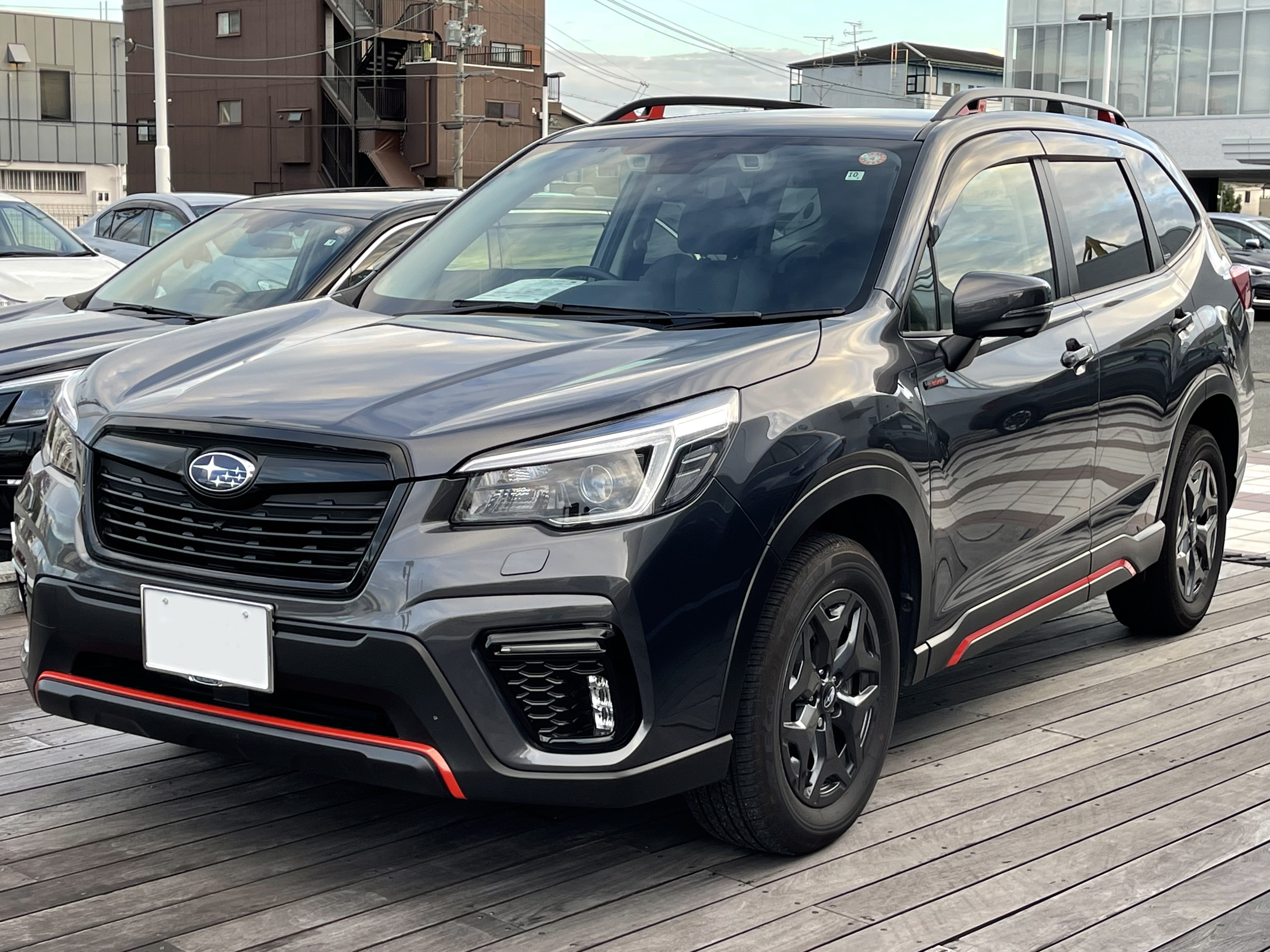
Restyling 2021

### e-BOXER
La Subaru ha presentato la variante ibrida e-BOXER per il mercato europeo della Forester e XV a Ginevra nel marzo 2019; il sistema e-BOXER integra un motore elettrico nel cambio Lineartronic CVT per migliorare il risparmio di carburante e nel contempo aumentare la potenza. La versione e-BOXER è abbinata al motore FB20 da 110 kW/150 CV a 5600–6000 giri/min e 194 Nm di coppia a 4000 giri/min. Come per la XV Crosstrek Hybrid di prima generazione, l'e-BOXER Forester aggiunge un singolo motore elettrico con una potenza massima di 12,3 kW (16,7 CV). La batteria per il motore elettrico è stivata sopra l'asse posteriore, migliorando la ripartizione dei pesi tra i due assi.
Nell'agosto 2021 ne è stato presentato il restyling, introdotto per primo in Giappone.

## Motorizzazioni
| Subaru Forester (1997-2006) |                          |                |                            |                               |                          |                |                     |                      |
| Modello                     | Motore                   | Cilindrata cm³ | Potenza                    | Coppia                        | Rapporto di compressione | 0-100 km/h (s) | Velocità max (Km/h) | Consumo medio (Km/l) |
| 2.0 16v aspirato manuale    | EJ20DOHC                 | 1.994          | 92 kW (125 CV) @5.600 RPM  | 184 N·m (18,8 kgm) @3.600 RPM | 10:1                     | 11,4           | 179                 | 11,1                 |
| 2.0 16v aspirato automatico | EJ20DOHC                 | 1.994          | 92 kW (125 CV) @5.600 RPM  | 184 N·m (18,8 kgm) @3.600 RPM | 10:1                     | 12,4           | 167                 | 10,9                 |
| 2.0 16v turbo manuale       | EJ20DOHC Turbo compresso | 1.994          | 125 kW (170 CV) @5.600 RPM | 240 N·m (24,5 kgm) @3.200 RPM | 8,4:1                    | 8,4            | 198                 | 10,1                 |
| 2.0 16v turbo automatico    | EJ20DOHC Turbo compresso | 1.994          | 125 kW (170 CV) @5.600 RPM | 240 N·m (24,5 kgm) @3.200 RPM | 8,4:1                    | 9,3            | 189                 | 9,5                  |

| Subaru Forester (dal 2008) |               |             |                  |                 |                     |                      |                      |                     |                      |
| Modello                    | Disponibilità | Motore      | Cilindrata (cm³) | Potenza         | Coppia Massima (Nm) | Emissioni CO2 (g/Km) | 0–100 km/h (secondi) | Velocità max (Km/h) | Consumo medio (Km/l) |
| 2.0                        | dal 2008      | Benzina     | 1995             | 110 Kw (150 CV) | 198                 | 173                  | 10.7                 | 185                 | 13.3                 |
| 2.0D X                     | dal 2008      | Diesel      | 1998             | 108 Kw (147 CV) | 350                 | 155                  | 10.3                 | 186                 | 16.9                 |
| 2.0D XS                    | dal 2008      | Diesel      | 1998             | 108 Kw (147 CV) | 350                 | 155                  | 10.3                 | 186                 | 16.6                 |
| 2.0 Bi-Fuel                | dal 2008      | Benzina/GPL | 1995             | 110 Kw (150 CV) | 198                 | 198                  | 11.0                 | 184                 | 11.9                 |